# Gare d’Eu-la Mouillette
Gare d'Eu-la Mouillette vasútállomás Franciaországban, Eu településen.

## Vasútvonalak
Az állomást az alábbi vasútvonalak érintik:
- Épinay-Villetaneuse–Le Tréport-Mers-vasútvonal

## Kapcsolódó állomások
A vasútállomáshoz az alábbi állomások vannak a legközelebb: